# جويس راندولف
جويس راندولف (بالإنجليزية: Joyce Randolph)‏ هي ممثلة أمريكية، ولدت في 21 أكتوبر 1924 في ديترويت في الولايات المتحدة.

## وصلات خارجية
- جويس راندولف على موقع IMDb (الإنجليزية)
- جويس راندولف على موقع قاعدة بيانات برودواي على الإنترنت (الإنجليزية)
- جويس راندولف على موقع إن إن دي بي (الإنجليزية)
- جويس راندولف على موقع قاعدة بيانات الفيلم (الإنجليزية)